# Gammaverteilung
Die Gammaverteilung ist eine kontinuierliche Wahrscheinlichkeitsverteilung über der Menge der positiven reellen Zahlen. Sie ist einerseits eine direkte Verallgemeinerung der Exponentialverteilung und andererseits eine Verallgemeinerung der Erlang-Verteilung für nichtganzzahlige Parameter. Wie diese wird sie beispielsweise verwendet
- in der Warteschlangentheorie, um Bedienzeiten oder Reparaturzeiten zu beschreiben;
- in der Versicherungsmathematik, um kleinere bis mittlere Schäden zu modellieren.

## Definition
| Die Gammaverteilung {\displaystyle {\mathcal {G}}(p,\,b)} ist durch die Wahrscheinlichkeitsdichte {\displaystyle f(x)={\begin{cases}{\frac {\displaystyle b^{p}}{\displaystyle \Gamma (p)}}x^{p-1}e^{-bx}&x>0\\0&x\leq 0\end{cases}}} definiert. Sie besitzt die reellen Parameter {\displaystyle b} und {\displaystyle p}. Der Parameter {\displaystyle b} ist ein inverser Skalenparameter und der Parameter {\displaystyle p} ist ein Formparameter. Um ihre Normierbarkeit zu garantieren, wird {\displaystyle b>0} und {\displaystyle p>0} gefordert. Der Vorfaktor {\displaystyle b^{p}/\Gamma (p)} dient der korrekten Normierung; der Ausdruck {\displaystyle \Gamma (p)} steht für den Funktionswert der Gammafunktion, nach der die Verteilung auch benannt ist. | Dichte der Gammaverteilung mit verschiedenen Werten für b und p                         |
| Die Gammaverteilung genügt damit der Verteilungsfunktion {\displaystyle F(x)={\begin{cases}P(p,bx)&x\geq 0\\0&x<0,\end{cases}}} wobei {\displaystyle P(p,\,bx)} die regularisierte Gammafunktion der oberen Grenze ist. | kumulierte Verteilungsfunktion der Gammaverteilung mit verschiedenen Werten für p und b |

### Alternative Parametrisierung
Alternativ zur obigen, im deutschsprachigen Raum üblichen Parametrisierung mit {\displaystyle p} und {\displaystyle b} findet man auch häufig
{\displaystyle (\alpha =p,\beta =b)} oder {\displaystyle \left(k=p,\theta ={\frac {1}{b}}\right).}
{\displaystyle \beta =b} ist der Kehrwert eines Skalenparameters und {\displaystyle \theta =1/b} ist der Skalenparameter selbst.
Dichte und Momente ändern sich dementsprechend bei diesen Parametrisierungen (der Erwartungswert ist hier beispielsweise {\displaystyle {\frac {\alpha }{\beta }}} beziehungsweise {\displaystyle k\theta }). Da diese Parametrisierungen im englischsprachigen Raum vorherrschen, werden sie besonders häufig in der Fachliteratur verwendet. Um Missverständnissen vorzubeugen, wird empfohlen, die Momente explizit anzugeben, also beispielsweise von einer Gammaverteilung mit Erwartungswert {\displaystyle {\frac {p}{b}}} und Varianz {\displaystyle {\frac {p}{b^{2}}}} zu sprechen. Hieraus sind dann Parametrisierung und die entsprechenden Parameterwerte eindeutig rekonstruierbar.

## Eigenschaften
Die Dichte {\displaystyle f} besitzt für {\displaystyle p>1} an der Stelle {\displaystyle x_{M}={\tfrac {p-1}{b}}} ihr Maximum und für {\displaystyle p>2} an den Stellen
{\displaystyle x_{W}=x_{M}\pm {\frac {(p-1)^{\frac {1}{2}}}{b}}}
Wendepunkte.

### Erwartungswert
Der Erwartungswert der Gammaverteilung ist
{\displaystyle \operatorname {E} (X)={p \over b}.}

### Varianz
Die Varianz der Gammaverteilung ist
{\displaystyle \operatorname {Var} (X)={p \over b^{2}}.}

### Schiefe
Die Schiefe der Verteilung ist gegeben durch
{\displaystyle \operatorname {v} (X)={\frac {2}{\sqrt {p}}}.}

### Reproduktivität
Die Gammaverteilung ist reproduktiv:
Die Summe aus den stochastisch unabhängigen gammaverteilten Zufallsvariablen {\displaystyle X} und {\displaystyle Y} mit den Parametern {\displaystyle b} und {\displaystyle p_{x}} bzw. {\displaystyle p_{y}} ist wiederum gammaverteilt mit den Parametern {\displaystyle b} und {\displaystyle p_{x}+p_{y}}.

### Charakteristische Funktion
Die charakteristische Funktion hat die Form
{\displaystyle \phi _{X}(s)=\left({\frac {b}{b-is}}\right)^{p}};
hiebei ist für die komplexe Potenz der Hauptwert zu wählen, d. h. {\displaystyle \operatorname {Arg} (b-is)\in (-{\tfrac {\pi }{2}},{\tfrac {\pi }{2}})}.

### Momenterzeugende Funktion
Die momenterzeugende Funktion der Gammaverteilung ist
{\displaystyle m_{X}(s)=\left({\frac {b}{b-s}}\right)^{p}.}

### Entropie
Die Entropie der Gammaverteilung beträgt
{\displaystyle H(X)=\ln \left(\Gamma (p)\right)-\ln \left(b\right)+(1-p)\psi (p)+p}
wobei {\displaystyle \psi (p)} die Digamma-Funktion bezeichnet.

### Summe gammaverteilter Zufallsgrößen
Sind {\displaystyle X_{1}\sim {\mathcal {G}}(p_{1},b)} und {\displaystyle X_{2}\sim {\mathcal {G}}(p_{2},b)} unabhängige gammaverteilte Zufallsgrößen, dann ist auch die Summe {\displaystyle X_{1}+X_{2}} gammaverteilt, und zwar
{\displaystyle X_{1}+X_{2}\sim {\mathcal {G}}(p_{1}+p_{2},b).}
Allgemein gilt: Sind {\displaystyle X_{i}\sim {\mathcal {G}}(p_{i},b)}, {\displaystyle i\in \{1,\ldots ,n\}}, stochastisch unabhängig, dann ist
{\displaystyle X_{1}+\dotsb +X_{n}\sim {\mathcal {G}}(p_{1}+\dotsb +p_{n},b).}
Somit bildet die Gammaverteilung eine Faltungshalbgruppe in ihrem Formparameter.

## Beziehung zu anderen Verteilungen

### Beziehung zur Betaverteilung
Wenn {\displaystyle X\sim {\mathcal {G}}(p_{1},b)} und {\displaystyle Y\sim {\mathcal {G}}(p_{2},b)} unabhängige gammaverteilte Zufallsvariablen sind, dann ist die Größe {\displaystyle {\tfrac {X}{X+Y}}} betaverteilt mit Parametern {\displaystyle p_{1}} und {\displaystyle p_{2}}, kurz
{\displaystyle \operatorname {Beta} (p_{1},p_{2})\sim {\frac {{\mathcal {G}}(p_{1},b)}{{\mathcal {G}}(p_{1},b)+{\mathcal {G}}(p_{2},b)}}.}

### Beziehung zur Chi-Quadrat-Verteilung
- Die Chi-Quadrat-Verteilung mit {\displaystyle k} Freiheitsgraden ist eine Gammaverteilung mit den Parametern {\displaystyle p=k/2} und {\displaystyle b=1/2}.

### Beziehung zur Erlang-Verteilung
Die Erlang-Verteilung mit dem Parameter {\displaystyle \lambda } und {\displaystyle n} Freiheitsgraden entspricht einer Gammaverteilung mit den Parametern {\displaystyle p=n} und {\displaystyle b=\lambda } und liefert die Wahrscheinlichkeit der Zeit bis zum Eintreffen des {\displaystyle p}-ten Poisson-verteilten Ereignisses.

### Beziehung zur Exponentialverteilung
- Wählt man in der Gammaverteilung den Parameter {\displaystyle p=1}, so erhält man die Exponentialverteilung mit Parameter {\displaystyle \lambda =b}.
- Die Faltung von {\displaystyle n} Exponentialverteilungen mit demselben {\displaystyle \lambda } ergibt eine Gamma-Verteilung mit {\displaystyle p=n,b=\lambda }.

### Beziehung zur logarithmischen Gammaverteilung
Ist {\displaystyle X} Gamma-verteilt, dann ist {\displaystyle Y=e^{X}} Log-Gamma-verteilt.